# Mid Devon
Mid Devon är ett distrikt (motsvarande kommun) i grevskapet Devon i England, Storbritannien. Distriktet har 83 786 invånare (2022).  
Större orter är Crediton, Cullompton och Tiverton (administrativ huvudort). Distriktet är indelat i 62 civil parishes.